# Jacques Du Brœucq

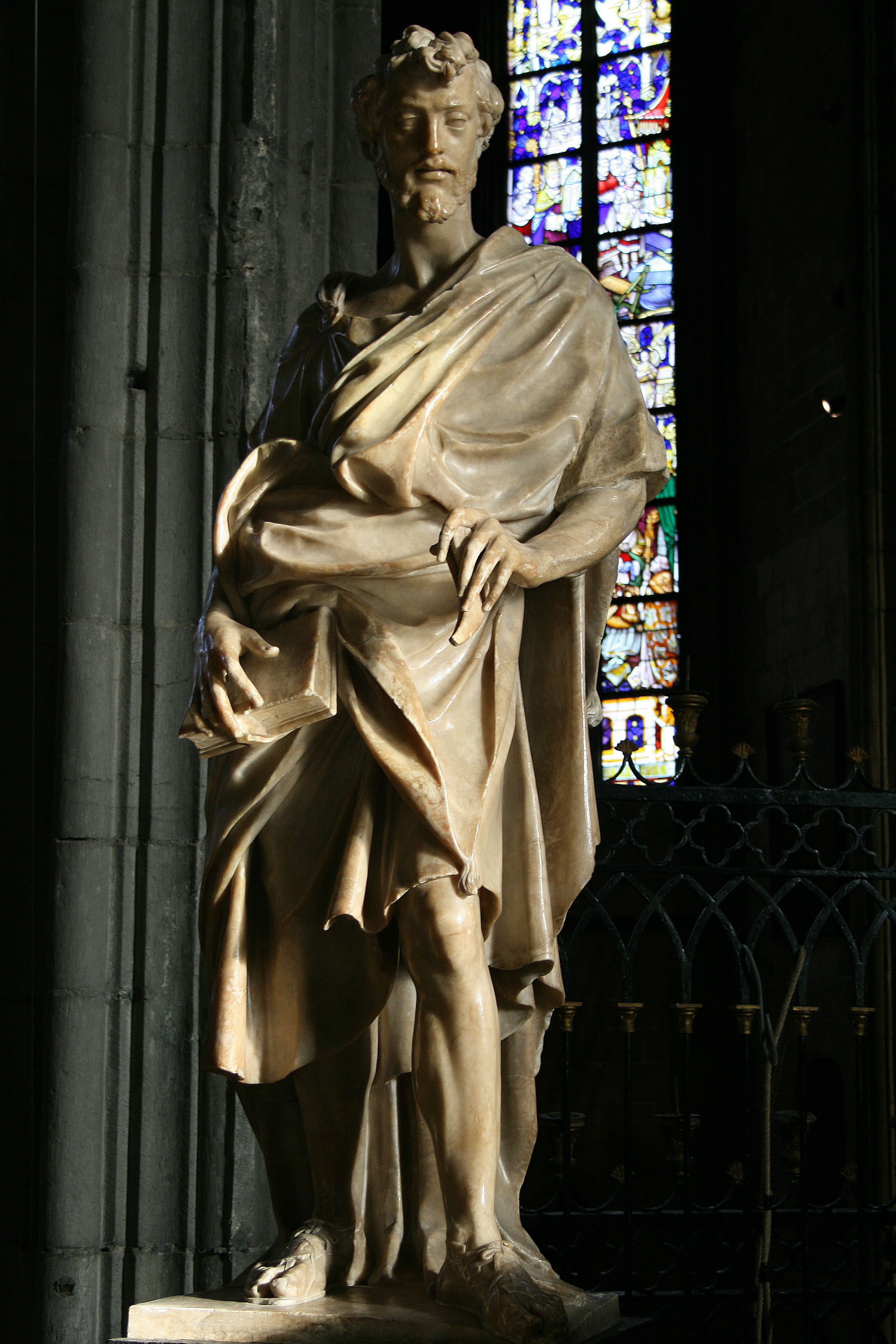
Saint Barthélémy, à la Collégiale Sainte-Waudru de Mons.

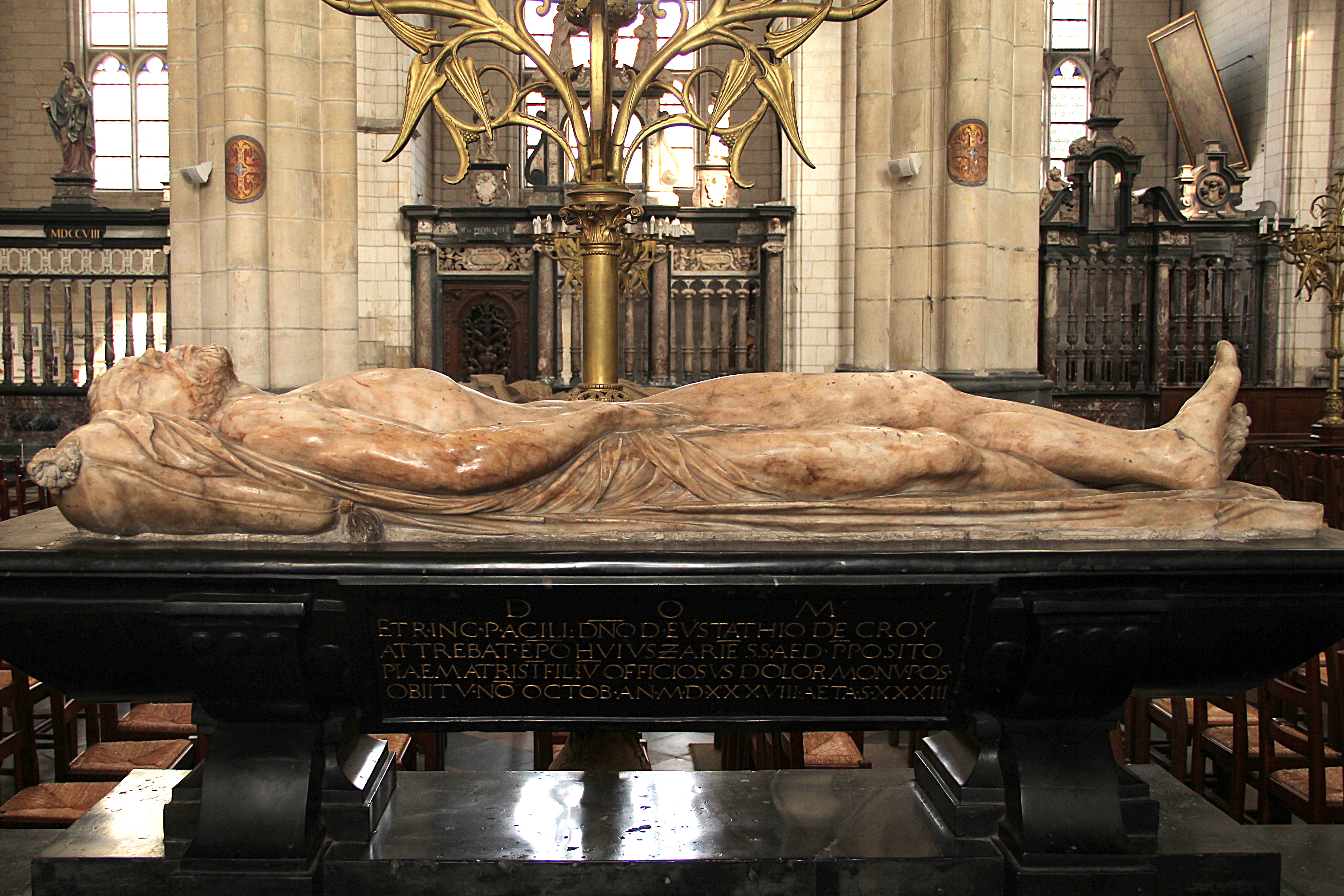
Tombe et gisant d'Eustache de Croÿ (1540).

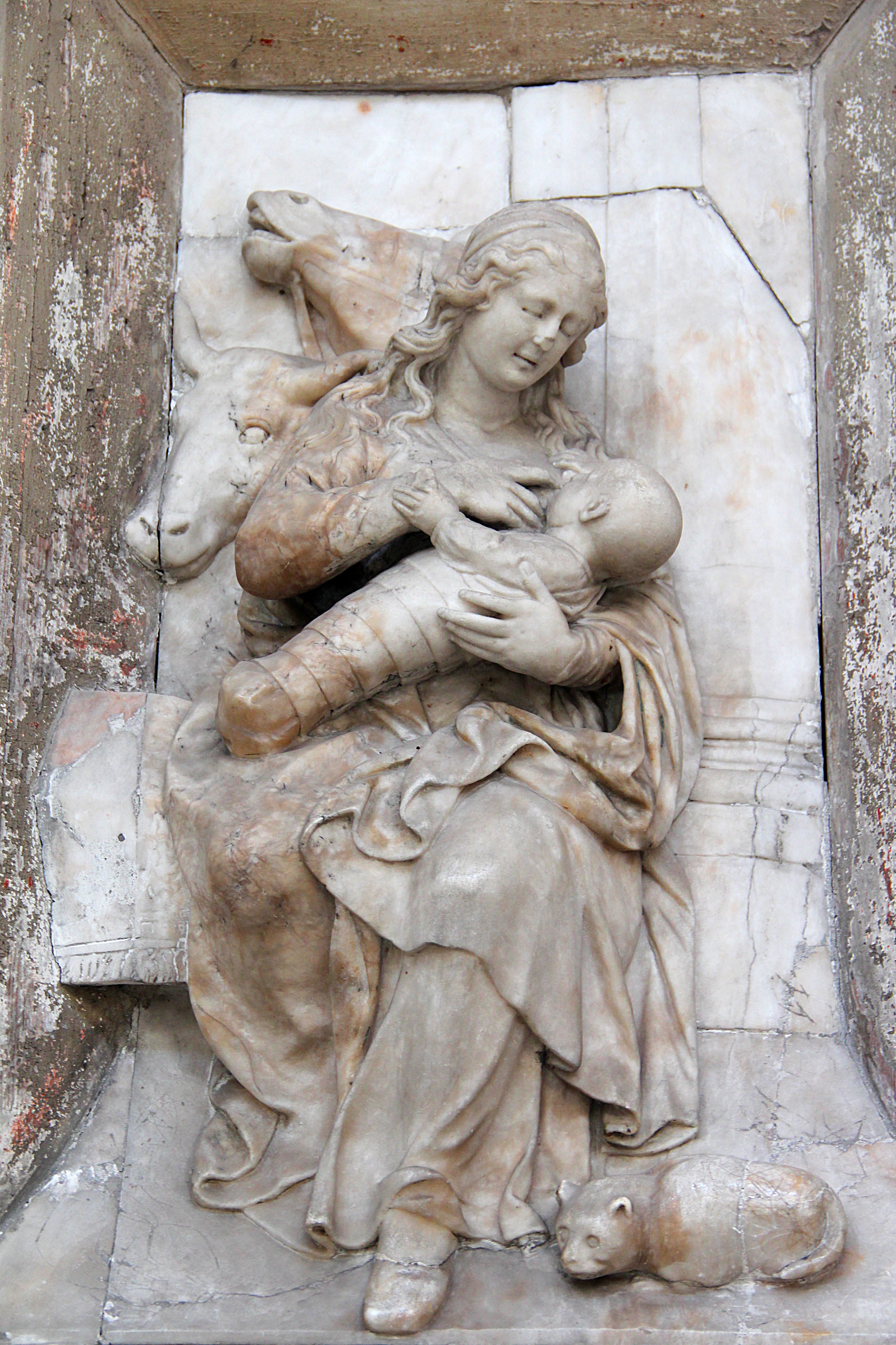
« La Vierge au chat », à la Cathédrale Notre-Dame de Saint-Omer.

Jacques Du Brœucq, né vers 1505 et mort en 1584, est un architecte et sculpteur des Pays-Bas méridionaux, Il est considéré comme l'un des artistes les plus importants de la Haute Renaissance dans les Pays-Bas méridionaux.

## Biographie
Il naît vers 1505. Cependant les historiens ne s’accordent ni sur la date exacte ni sur son lieu de naissance : certains la placent à Saint-Omer (aujourd'hui en France dans le Pas-de-Calais) et d’autres à Mons (aujourd'hui en Belgique).
Avant 1539 il voyage très probablement en Italie, peut-être dans la suite de Jean de Hénin-Liétard, seigneur de Boussu et premier écuyer de Charles Quint. En 1539-1540, il se fixe à Mons et y demeure jusqu'à la ﬁn de sa vie. En effet à cette époque, les archives attestent pour la première fois de sa présence à Mons. Il est fait mention de la location d'une annexe de l'école des enfants pauvres (des «povres enffans», d'après l'orthographe de l'époque). Plus tard, il achète une maison près de l'hôpital des sœurs grises.
En 1540, il dirige les travaux au château de Boussu. Il participe aussi à l'érection du mausolée d'Eustache de Croÿ à Saint-Omer. En 1541-1545, il livre les premières sculpture du jubé de la collégiale Sainte-Waudru (Mons) et il entame les travaux du château de Binche pour Marie de Hongrie. En 1547 débutent les travaux du château de Mariemont. Il dresse aussi les plans de l'hôtel de ville de Beaumont. En 1553, il trace des plans pour une résidence secondaire de Charles Quint à Bruxelles. Vers 1560-1565 s'achèvent les travaux de restauration à Binche et Mariemont. Il dresse les plans des hôtels de ville d'Ath et Anvers. En 1561, il trace les plans pour les fortifications Luxembourg et Thionville. En 1570-1572, il trace les plans du grand portail de la collégiale Sainte-Waudru. Sa femme décède en 1573 ou en 1574. Lui-même meurt le 30 septembre 1584 à Mons. Ses funérailles seront célébrées à la collégiale Sainte-Waudru le 3 octobre. Il est enterré dans le chœur de la collégiale.

## Œuvres
- Le château de Boussu (1540)
- Le mausolée d’Eustache de Croÿ de la Cathédrale Notre-Dame de Saint-Omer (1540)
- Le jubé de la collégiale Sainte-Waudru à Mons (1541-1545)
- Le château de Marie de Hongrie à Binche (1545)
- Le château de Mariemont (1547)
- Trois œuvres visibles dans la chapelle funéraire des seigneurs de Boussu :
  - le monument funéraire de Jean de Hénin-Liétard, comte de Boussu (de) et de son épouse Anne de Bourgogne ;
  - un gisant maniériste représentant un homme à l’article de la mort (XVe siècle) ;
  - un étonnant gisant représentant un cadavre en état de putréfaction rongé par les vers appelé l'Homme à moulons (XVIe siècle).
- La Vierge au chat  à la Cathédrale Notre-Dame de Saint-Omer, Saint-Omer.

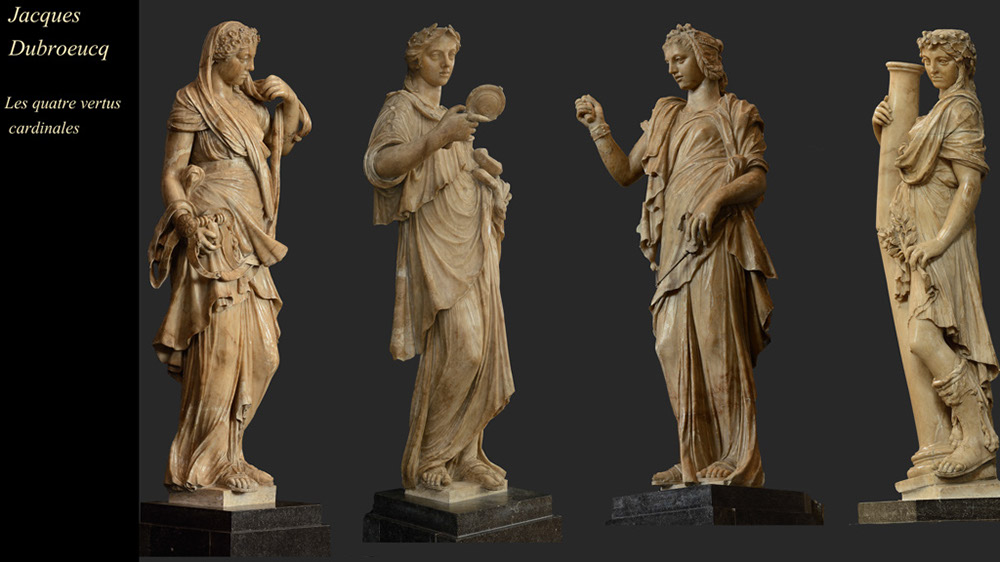
Les quatre vertus cardinales à la Collégiale Sainte-Waudru de Mons.
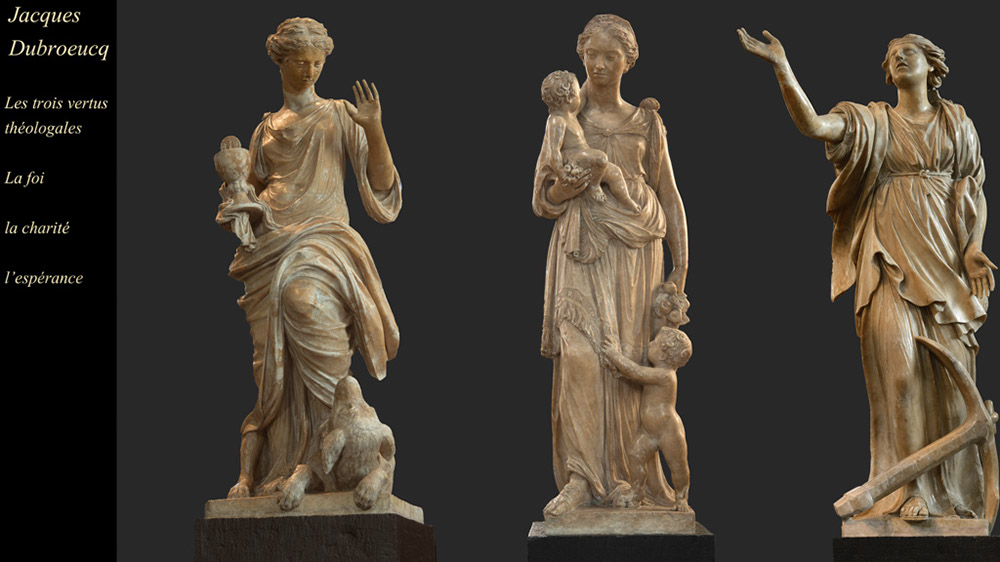
La foi la charité et l'espérance Collégiale Sainte-Waudru de Mons
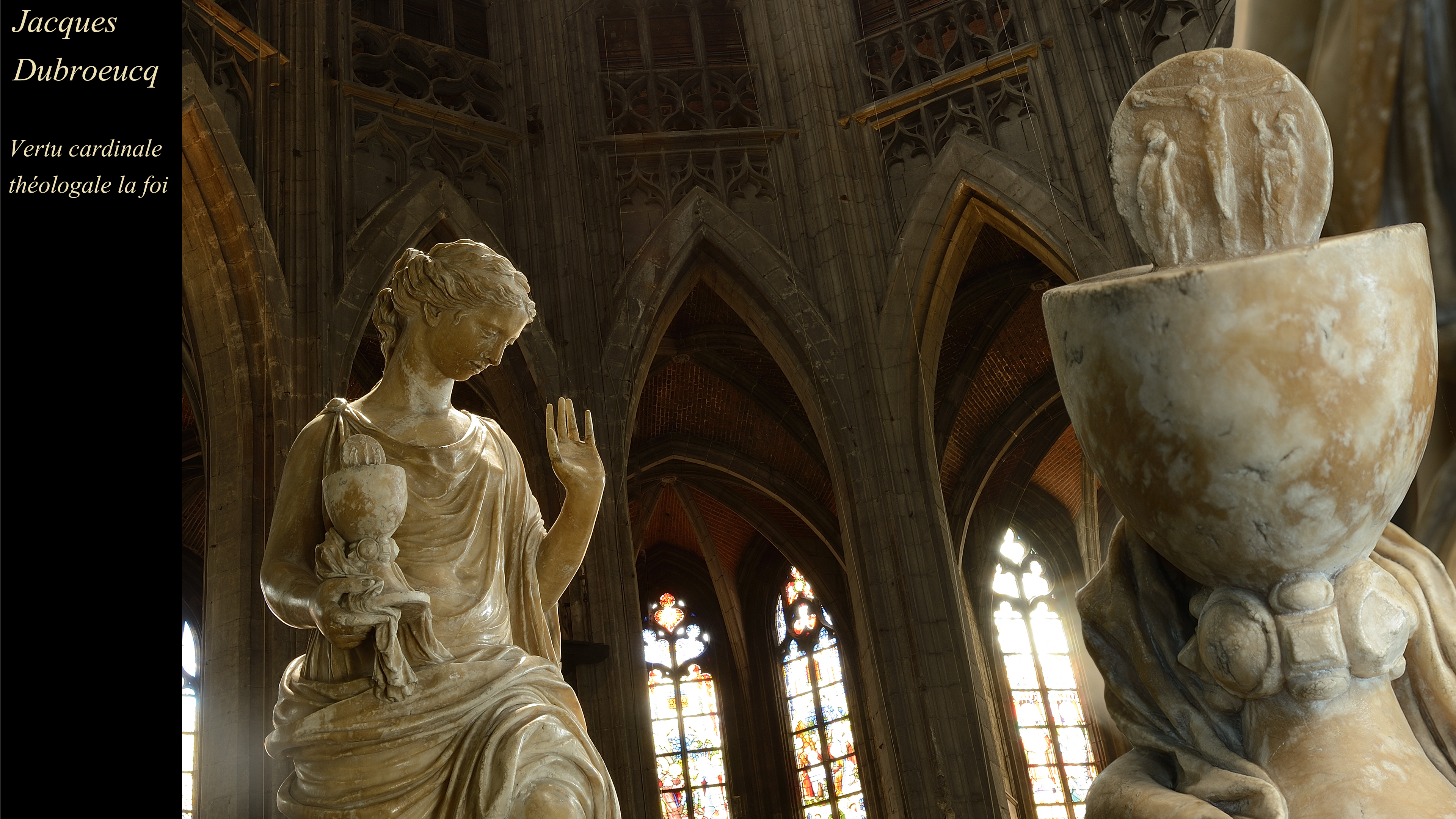
La foi Collégiale Sainte-Waudru de Mons
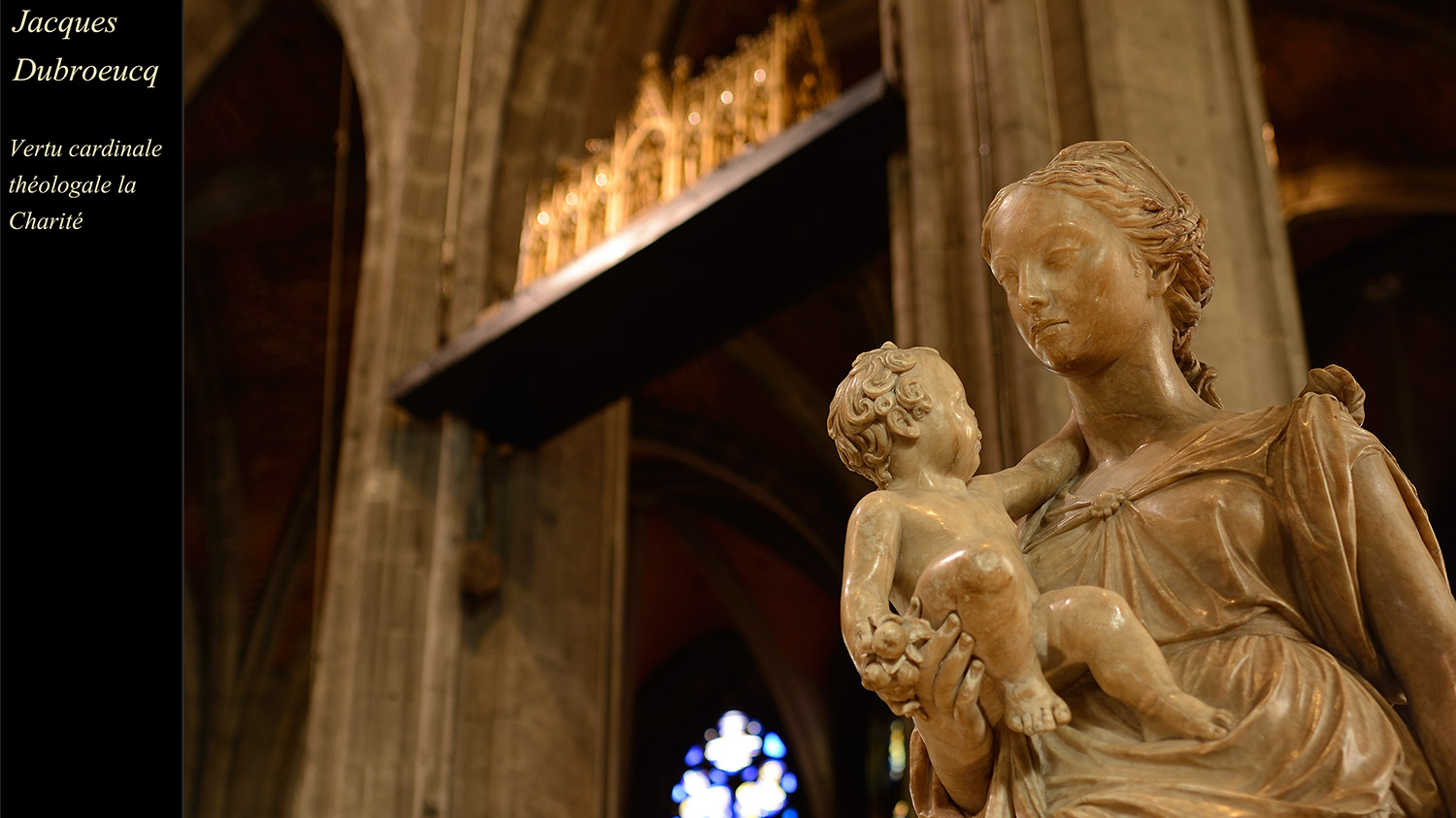
La charité Collégiale Sainte-Waudru de Mons
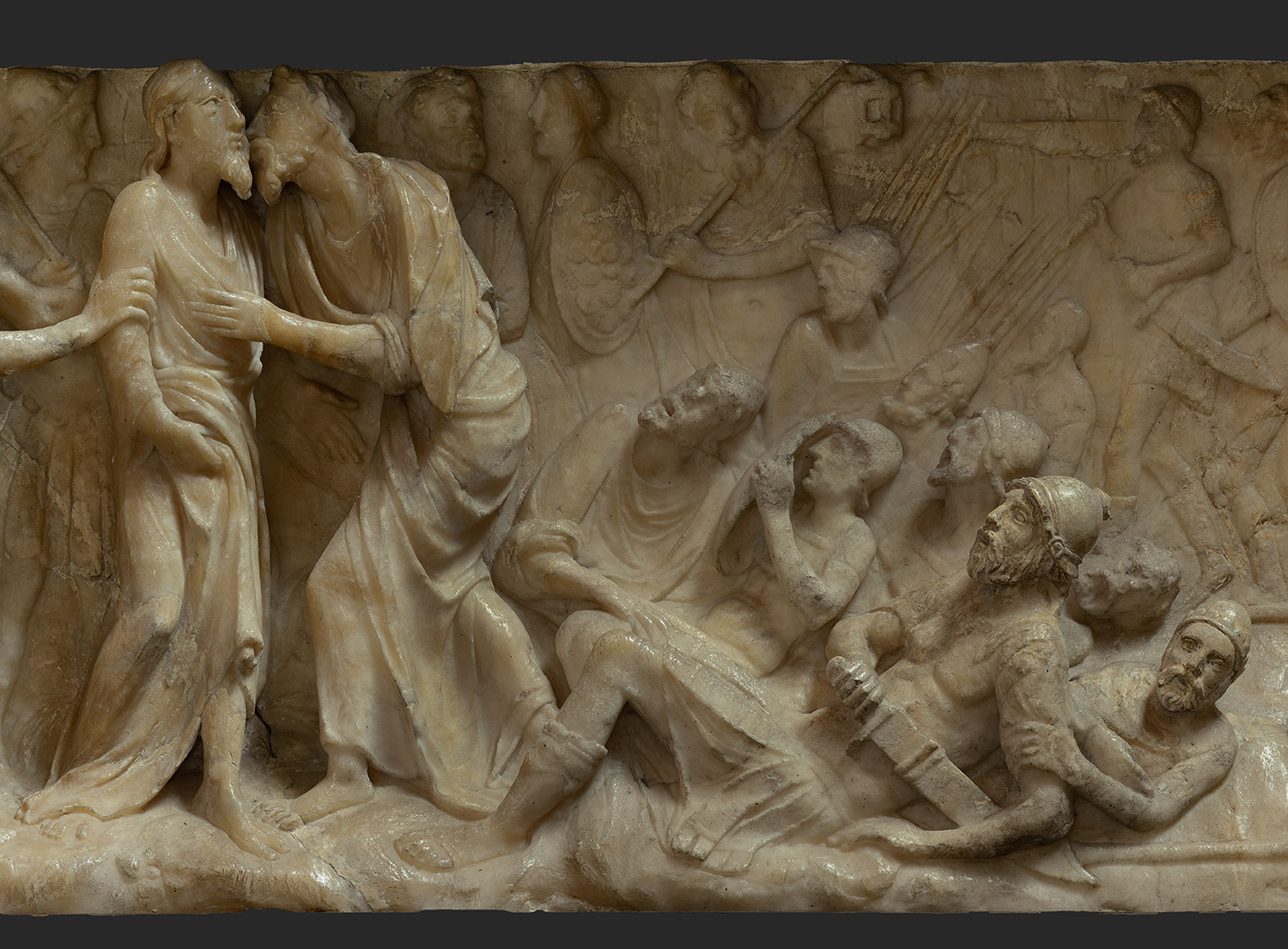
Le baiser de Juda Collégiale Sainte-Waudru de Mons
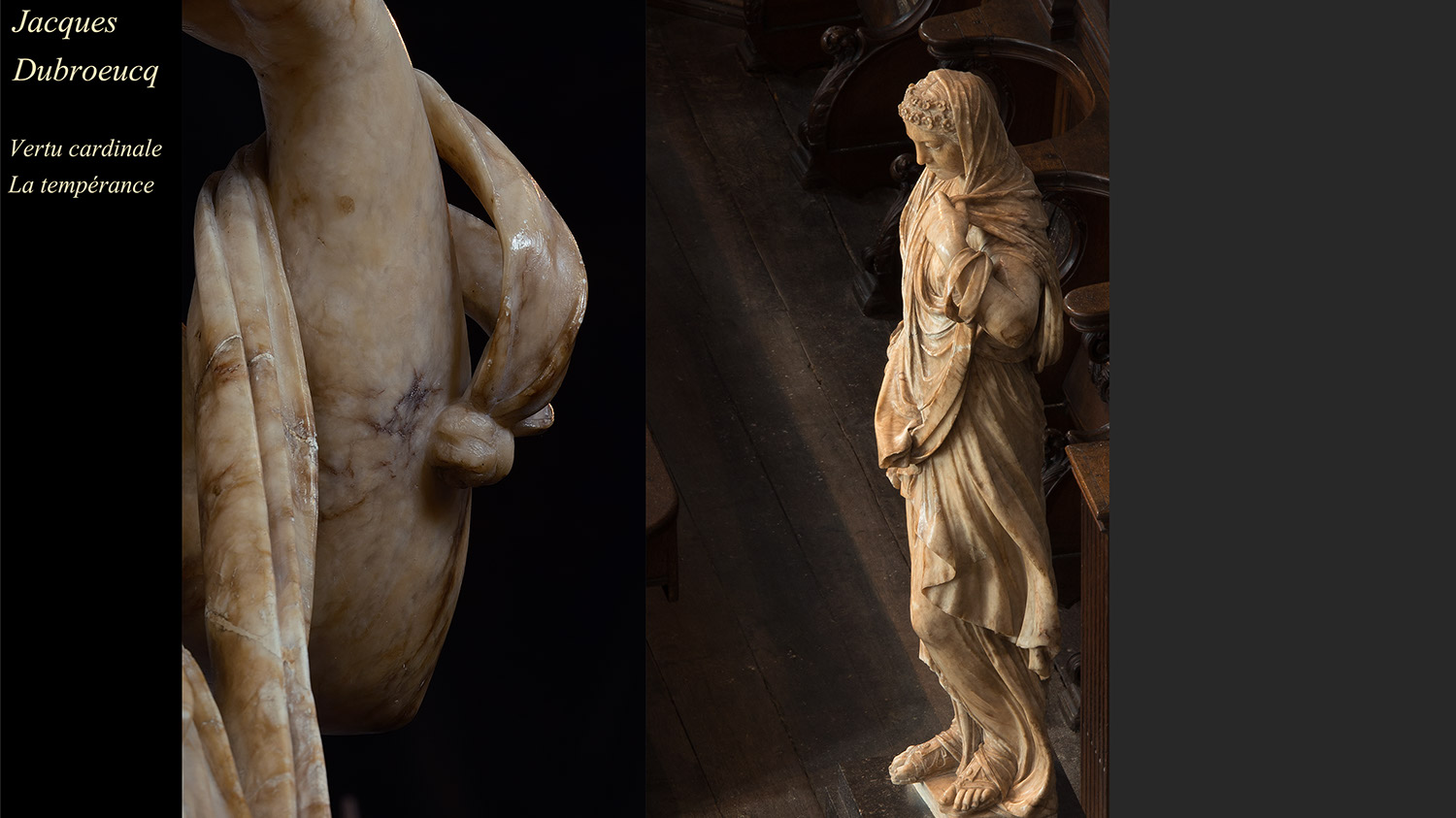
La tempérance Collégiale Sainte-Waudru de Mons
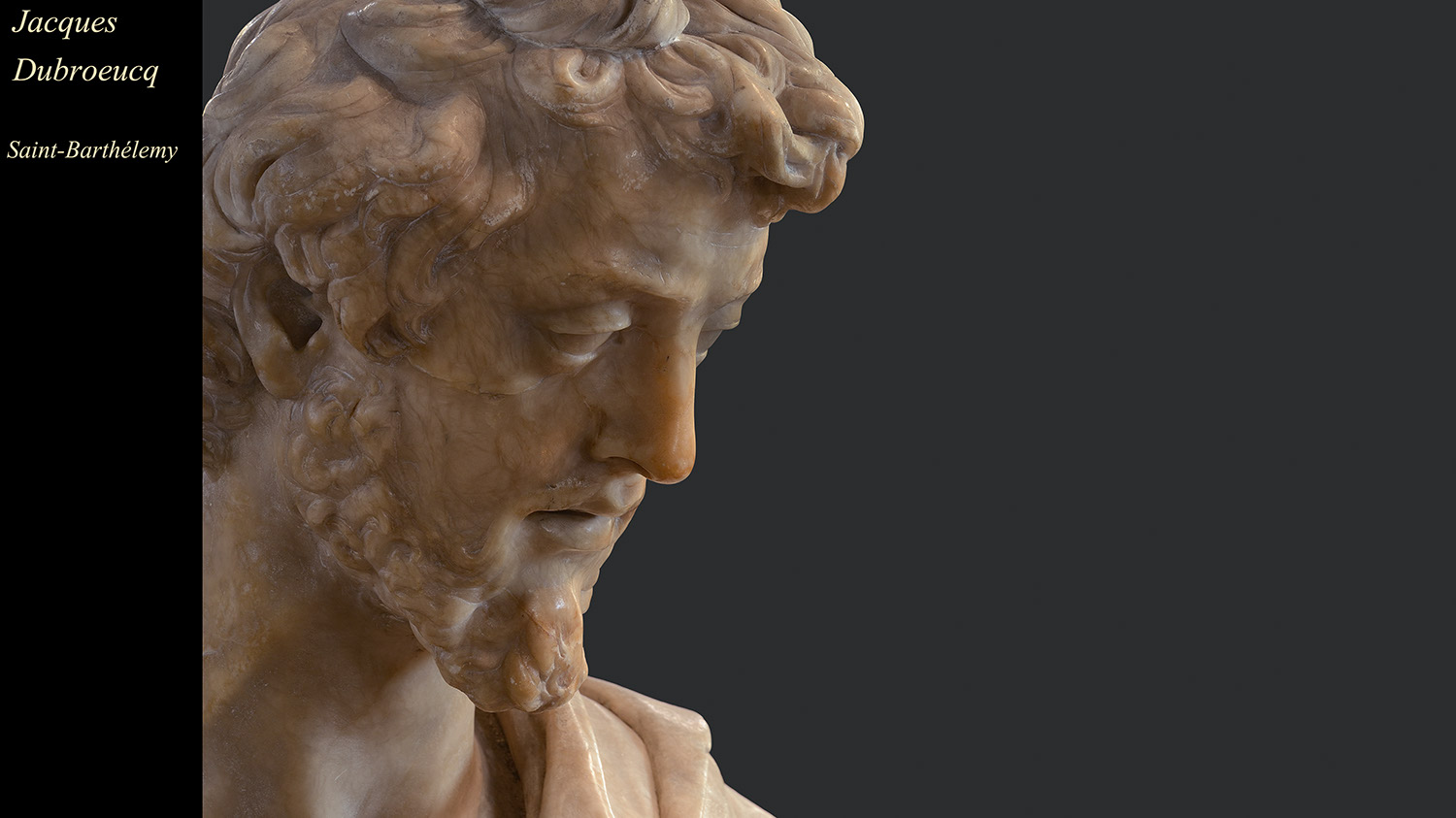
St Barthélemy Collégiale Sainte-Waudru de Mons
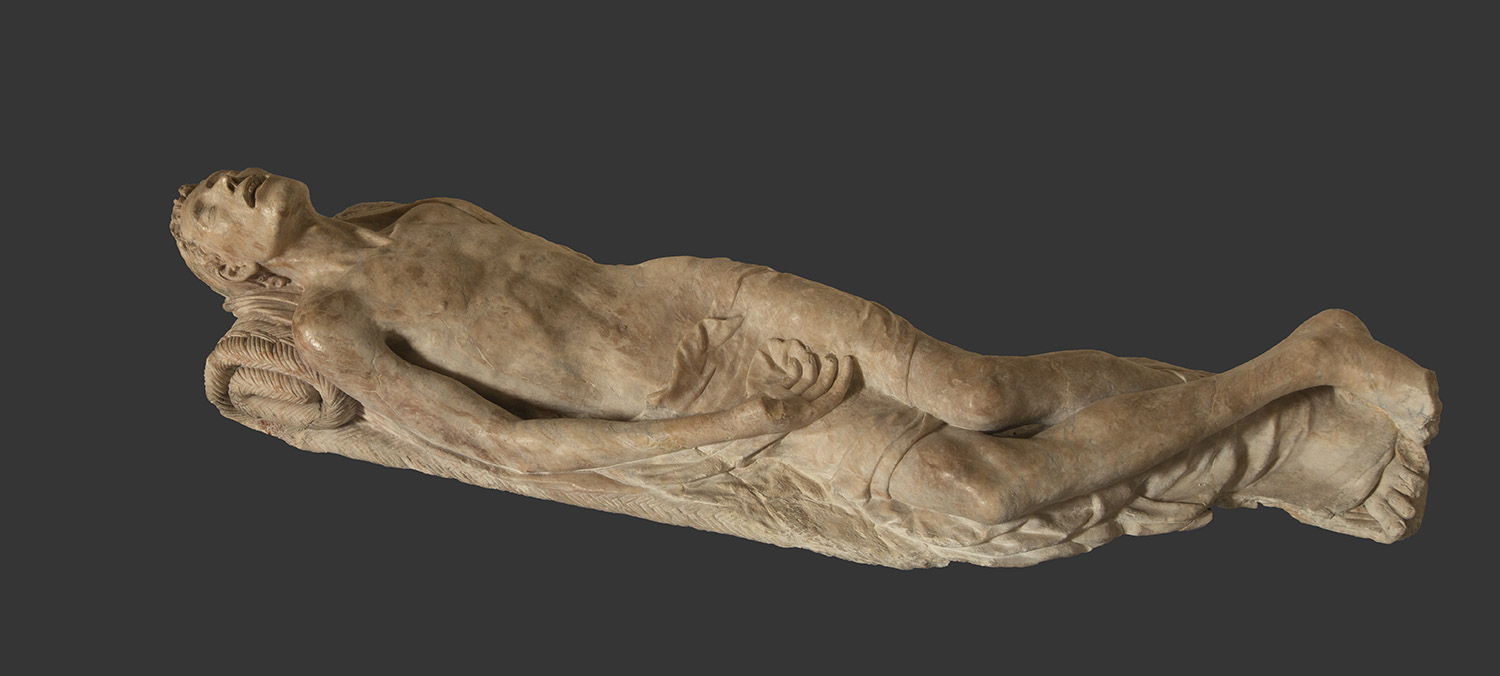
Gisant maniériste de la Chapelle des Seigneurs de Boussu
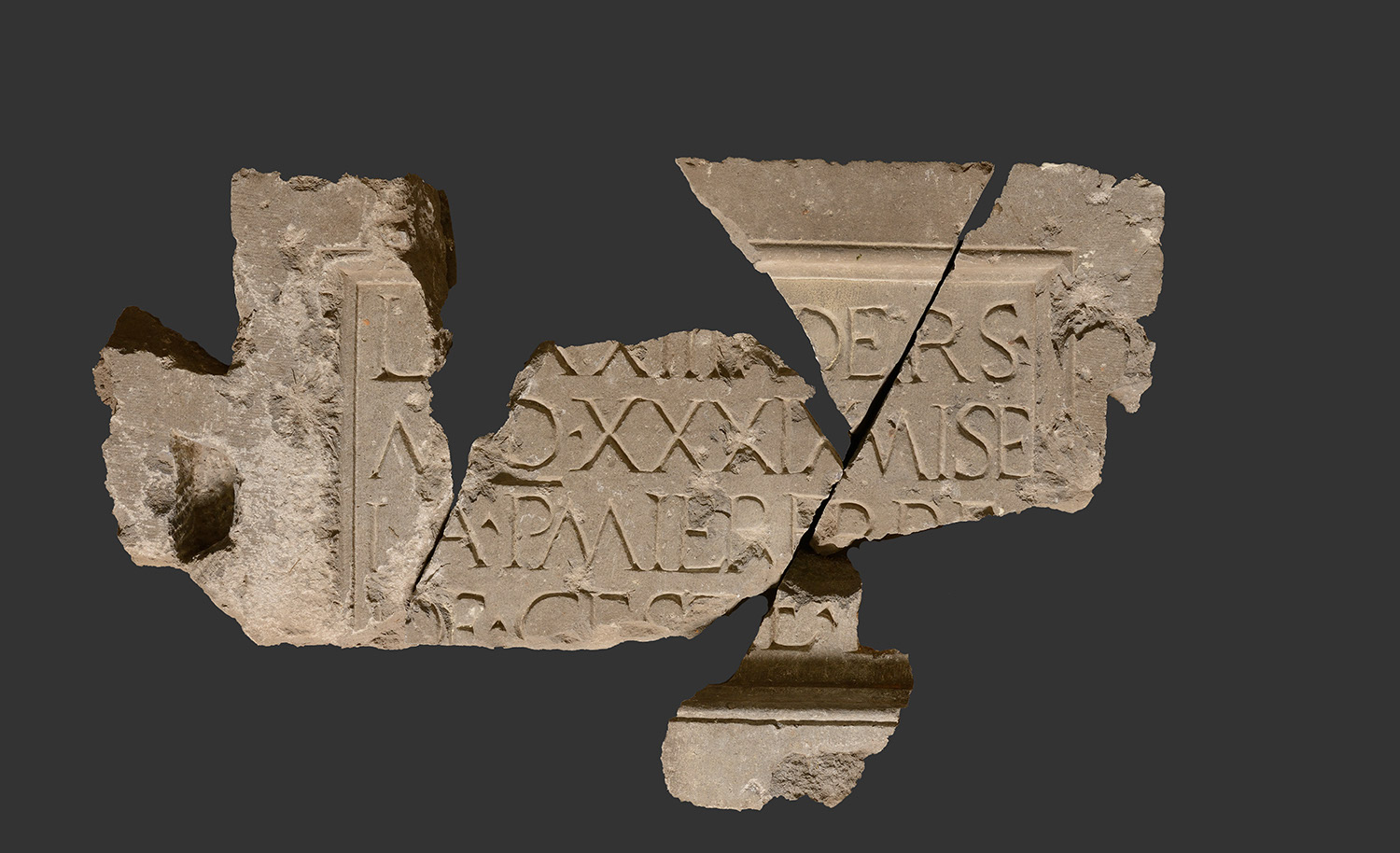
Fouilles archéologiques au château de Boussu
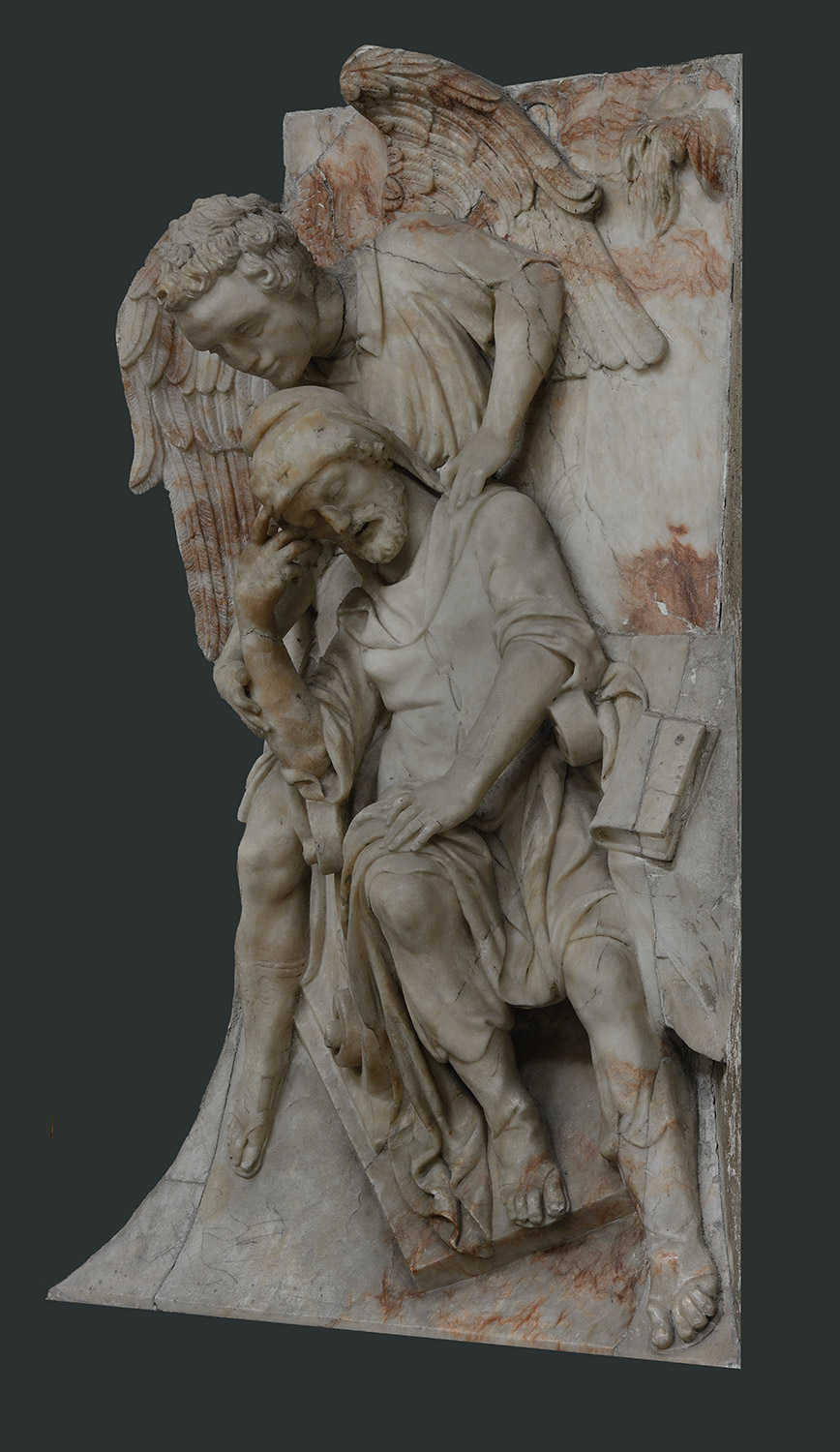
Cathédrale Notre-Dame de Saint-Omer
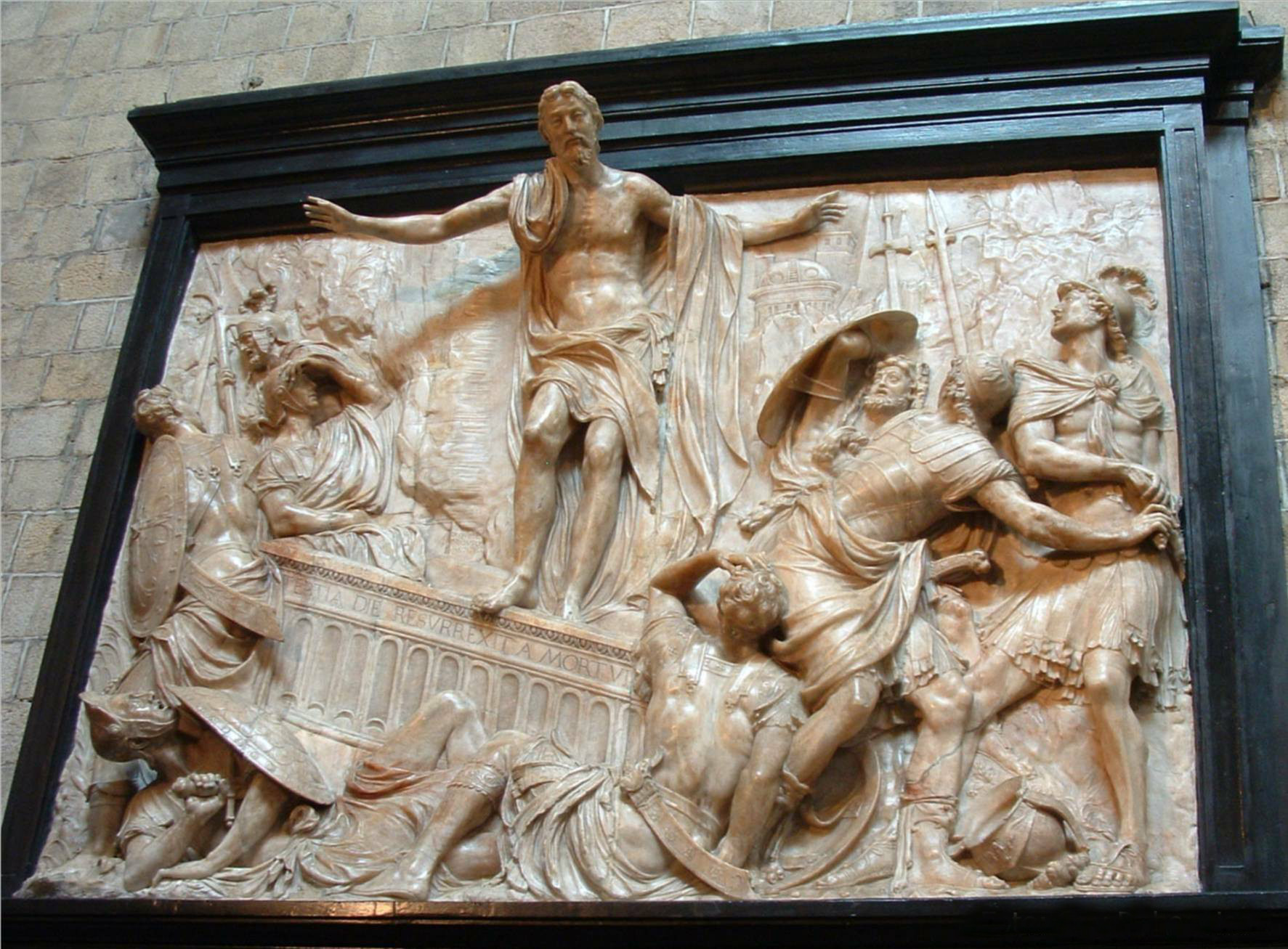
La Résurrection à la Collégiale Sainte-Waudru de Mons.
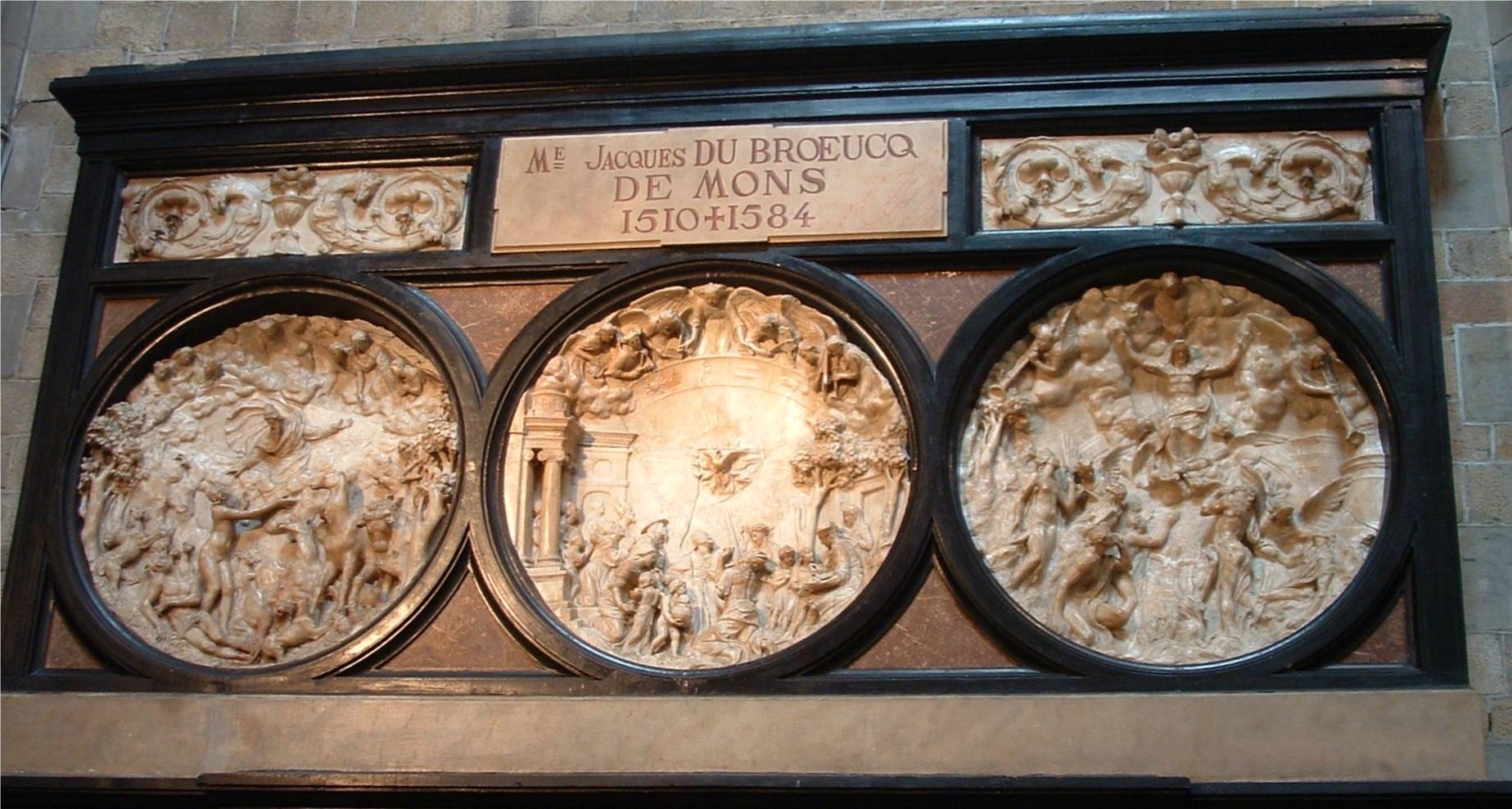
La Création, le Triomphe de la Religion et le Jugement Dernier à la Collégiale Sainte-Waudru de Mons.
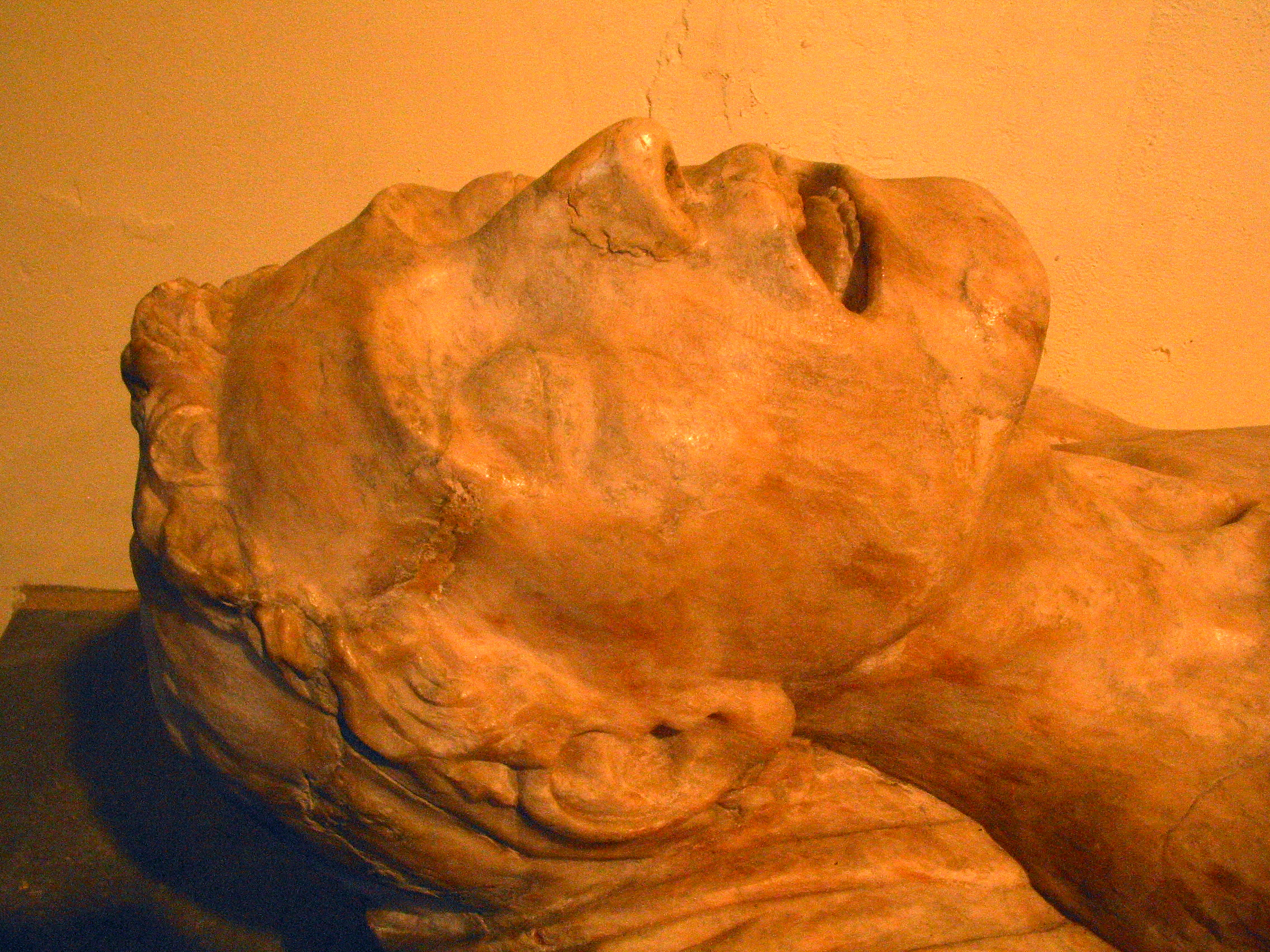
Gisant maniériste en albâtre - Homme agonisant.
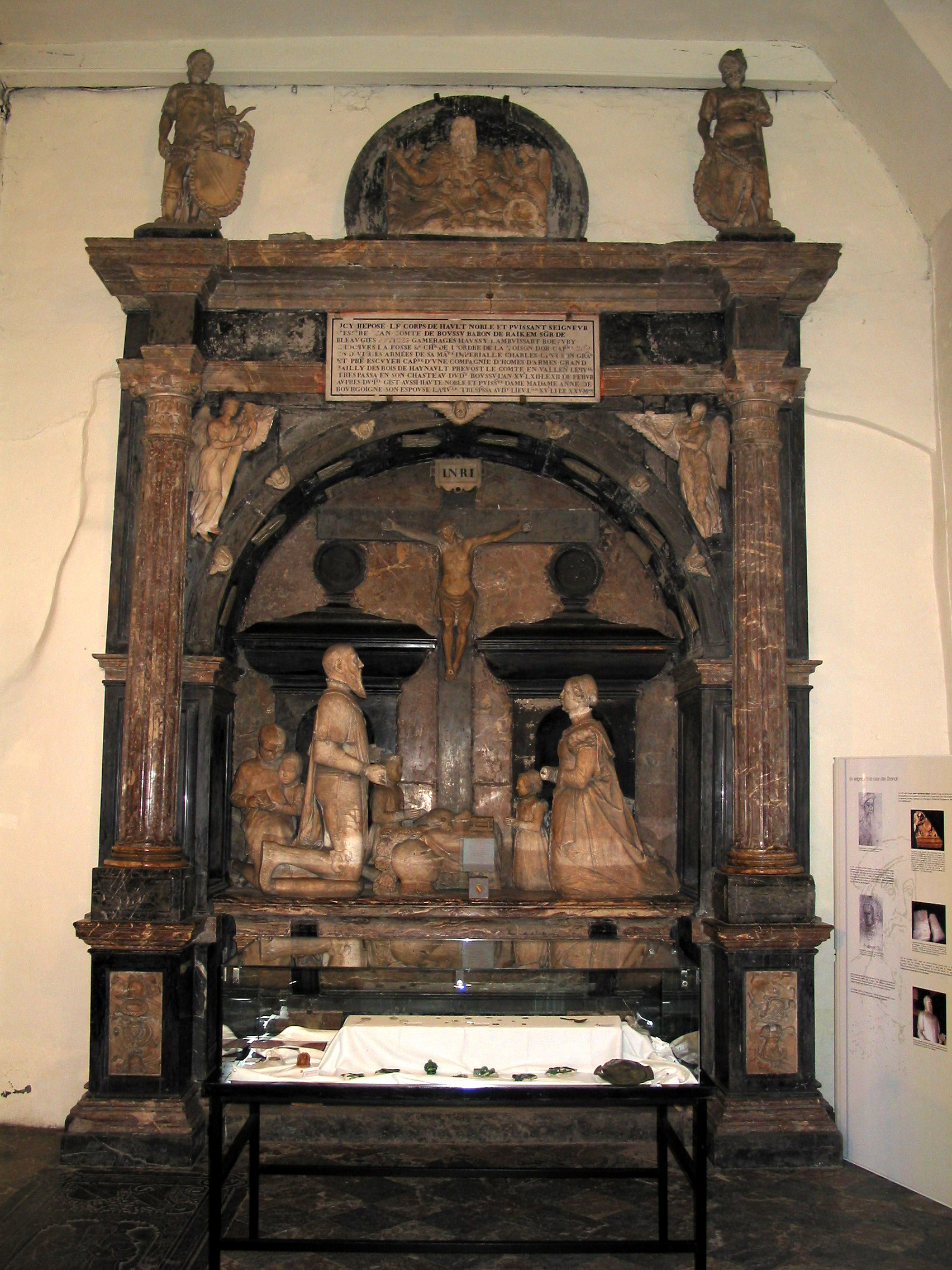
Mausolée du comte Jean de Hénin-Liétard et d'Anne de Bourgogne son épouse.
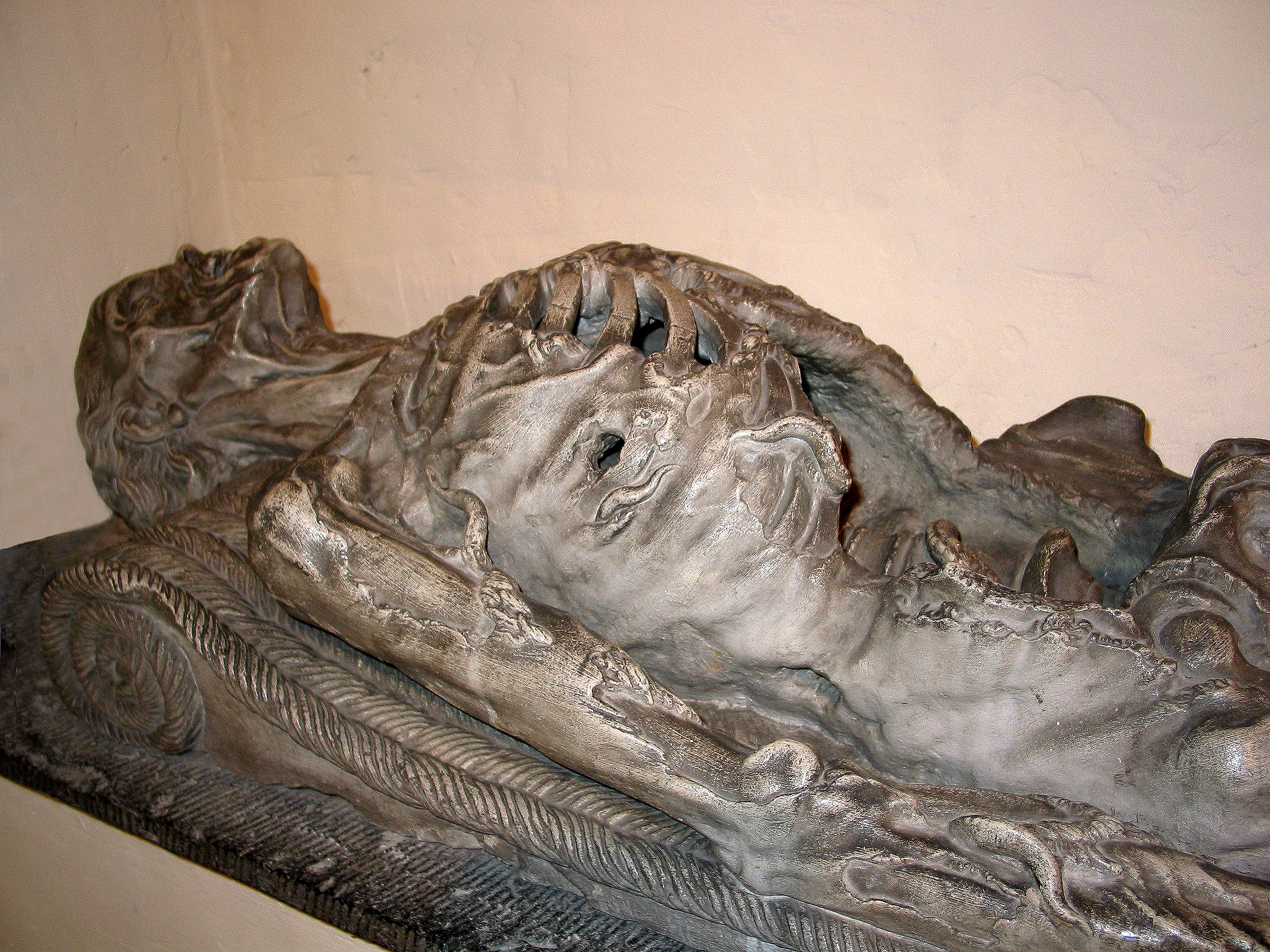
Transi appelé l’Homme à moulons.
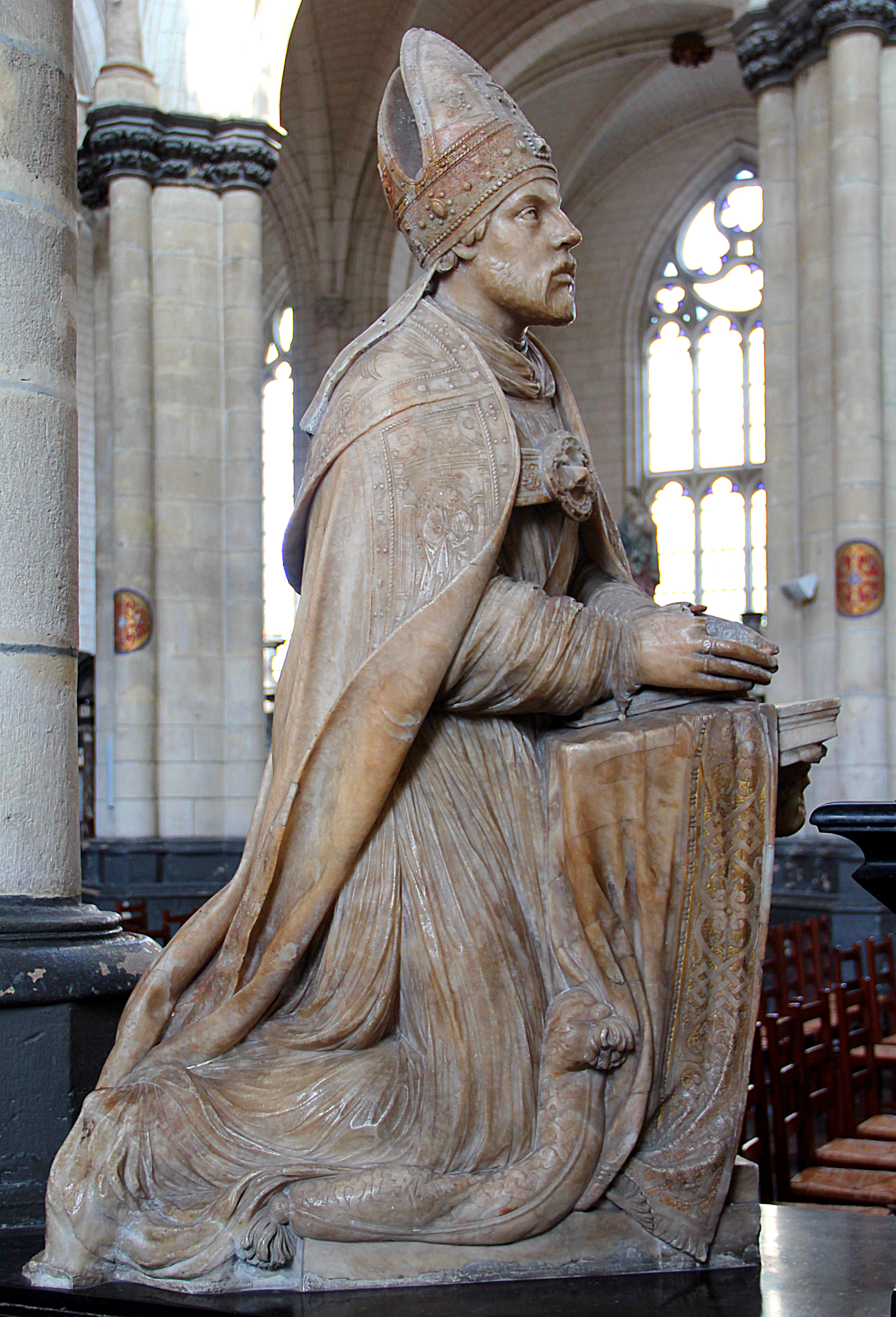
Mausolée d'Eustache de Croÿ à la Cathédrale Notre-Dame de Saint-Omer